# Катастрофа Ан-10 у Львові (1960)
Катастрофа Ан-10 у Львові — авіаційна катастрофа пасажирського літака Ан-10А Київського авіазагону (Аерофлот), що відбулася у п'ятницю 26 лютого 1960 року на околиці Львова, у результаті чого загинули 32 людини.

## Літак
Ан-10А з бортовим номером 11180 (заводський — 9401801, серійний — 18-01) був випущений Воронезьким авіазаводом 30 листопада 1959 року та 24 січня 1960 року передано Головному управлінню цивільного повітряного флоту, яке направило його у 86-й (Київський) авіазагін Українського Територіального управління Громадянського повітряного флоту, де він почав експлуатуватися з 20 лютого. Усього на момент катастрофи авіалайнер мав лише 109 годин нальоту.

## Катастрофа
Літак у даний день повинен був виконати 4 рейси, а загальний маршрут польотів був Київ — Львів — Москва — Львів — Київ. Перші два рейси були виконані нормально, після чого у Москві (аеропорт Внуково) відбулася зміна екіпажу. Новий екіпаж складався з командиру (КПС) П. Г. Макарова, другого пілота Ф. І. Єлсукова, штурмана М. М. Гончарова, бортрадиста М. І. Журавльова та бортмеханіка Є. І. Головіна. У салоні працювали стюардеси З. П. Харчук, В. П. Марубіна та С.С. Бєжан
. Виконуючи рейс № 315 до Львова, у 14:38 МСК авіалайнер вилетів з аеропорту Внуково та після набору висоти зайняв ешелон 7000 метрів. На борту при цьому перебували 25 пасажирів.
О 16:19 екіпаж перейшов на зв'язок з диспетчером РДС Львів та доповів про вхід у зону. О 16:35 диспетчер дав екіпажу дозвіл знижуватися до висоти 4000 метрів. Небо над Львовом у цей час покривали хмари з нижньою межею 150—200 метрів та у яких спостерігалося обледеніння, ожеледь, дув свіжий північно-західний вітер, видимість була 3 кілометри. О 16:42 диспетчер дозволив знижуватися до висоти 2400 метрів, а також повідомив умови підходу та заходу на посадку на бетонну ЗПС по курсу 315°. Захід виконувався без відхилень від встановленої схеми та командир доповів про проліт ДПРМ на висоті 200 метрів. Диспетчер старту (СДП) побачив авіалайнер та переконався у правильності заходу, після чого запросив підтвердження, що шасі випущені, а гвинти стоять на упорі. Екіпаж це повідомив, на що отримав дозвіл на посадку.
Летячи під хмарами, екіпаж перейшов на візуальний політ та випустив закрилки у посадочне положення (45°). Але потім на висоті 90—100 метрів Ан-10 раптом різко опустив ніс, перейшовши у пікірування. На висоті 60—70 метрів екіпаж почав його виводити з цього положення, але потім літак знову опустив ніс та о 16:57 під кутом 20—25° врізався у землю у 350 метрах від БПРМ (1400 метрів від торця ЗПС за курсом посадки 315°). Промчавши по землі 150 метрів, авіалайнер повністю зруйнувався, але не загорівся. Прибулі рятувальні служби виявили на місті трьох вцілілих пасажирів, але один з них помер від ран ще у дорозі, а другий - у лікарні. Вижив лише один чоловік 1927 року народження. Всього у катастрофі загинуло 32 особи.

## Причини
Борт СССР-11180 експлуатувався лише 6 днів, тому технічна відмова була малоймовірною. Крім того, всього за три з лишком місяці до цієї події 16 листопада 1959 року поблизу цього ж самого Львівського аеропорту при таких же обставинах зазнав катастрофи Ан-10 борт CCCP-11167, причому у той раз комісія помилково назвала причиною помилку екіпажу, який випадково зняв гвинти з упорів. Дві катастрофи за ідентичним «сценарієм» призвели до проведення ряду досліджень за результатами яких незабаром з'ясувалось, що коли літаки Ан-10 заходять на посадку в умовах обледеніння з випущеними закрилками, то у них з'являється схильність до мимовільного переходу у пікірування. Причиною цього є вихід стабілізатору на закритичні кути атаки, оскільки при обледенінні цей самий критичний кут стабілізатору зменшується.
У своєму висновку комісія назвала наступну причину:

Особливості літака пов'язані з надмірно швидким виходом закрилків (на 35° за 8 секунд) та з падінням зусиль при віддачі штурвалу від себе для парирування літака у момент випуску закрилків при заході на посадку. У результаті відбулося різке зниження літака. В умовах, що склалися, запасу висоти для виведення не вистачило. При звичайний умовах польоту зазначені недоліки не виявляються та можуть призвести до аварійної ситуації лише при накладенні несприятливих супутніх обставин. Такою обставиною у даному випадку стало обмерзання стабілізатору, що призвело до погіршення стійкості літака.

Після даних авіакатастроф у КЛЕ літаків Ан-10 були внесені зміни, які забороняли в умовах обледеніння випускати закрилки більш ніж на 15°. Також була збільшена ефективність протиобморожувальної системи стабілізатора.